# Liste klassischer Komponisten in der DDR
Diese Liste enthält bekannte Komponisten klassischer Musik der DDR.

## A
- Heinz Arenz (1924–2001)
- Rudi Arndt (1907–1989)
- Andre Asriel (1922–2019)

## B
- Walter Bänsch (1906–1966)
- Hartmut Behrsing (* 1941)
- Curt Beilschmidt (1886–1962)
- Henry Berthold (1933–1987)
- Alfred Böckmann (1905–1995)
- Baldur Böhme (1932–2008)
- Christine Boll (1931–1973)
- Hans Boll (1923–2016)
- Thomas Böttger (* 1957)
- Reiner Bredemeyer (1929–1995)
- Klaus-Peter Bruchmann (1932–2017)
- Victor Bruns (1904–1996)
- Hermann Buchal (1884–1961)
- Hans-Georg Burghardt (1909–1993)
- Thomas Bürkholz (* 1949)
- Max Butting (1888–1976)

## C
- Johann Cilenšek (1913–1998)
- Herbert Collum (1914–1982)
- Heinrich Creuzburg (1907–1991)

## D
- Max Dehnert (1893–1972)
- Paul Dessau (1894–1979)
- Carl-Heinz Dieckmann (1923–2006)
- Karl Dietrich (1927–2014)
- Herbert Dietze (* 1938)
- Fred Dittrich (1911–1978)
- Paul-Heinz Dittrich (1930–2020)
- Gerd Domhardt (1945–1997)
- Walter Draeger (1888–1976)
- Hilmar Dreßler (* 1927)
- Rudolf Dreßler (1932–2007)

## E
- Frank-Volker Eichhorn (1947–1978)
- Hanns Eisler (1898–1962)
- Gunther Erdmann (1939–1996)

## F
- Klaus Feldmann (* 1951)
- Erhard Fietz (1934–2007)
- Fidelio F. Finke (1891–1968)
- Hermann Werner Finke (1911–1988)
- Jean Kurt Forest (1909–1975)
- Bernd Franke (* 1959)
- Günter Fredrich (1927–2008)
- Peter Freiheit (1940–2001)
- Karl Frotscher (1920–1991)
- Heinrich Funk (1893–1981)

## G
- Rainer Gäbler (* 1937)
- Jürgen Ganzer (* 1950)
- Fritz Geißler (1921–1984)
- Hans-Joachim Geisthardt (1925–2007)
- Ottmar Gerster (1897–1969)
- Lutz Glandien (* 1954)
- Gottfried Glöckner (* 1937)
- Richard Göhle (1883–1972)
- Siegmund Goldhammer (* 1932)
- Friedrich Goldmann (1941–2009)
- Jürgen Golle (* 1942)
- Hans-Georg Görner (1908–1984)
- Lothar Graap (* 1933)
- Manfred Grabs (1938–1984)
- Kurt Grahl (1947–2025)
- Hannelore Graubner (1924–1982)
- Karl-Rudi Griesbach (1916–2000)
- Joachim Gruner (1933–2011)

## H
- Robert Hanell (1925–2009)
- Martin Hattwig (1920–2003)
- Günter Hauk (1932–1979)
- Horst Häupl (1931–2020)
- Wolfram Heicking (1927–2023)
- Wolfgang Heisig (* 1952)
- Wolfgang Helm (1925–?)
- Jörg Herchet (* 1943)
- Peter Herrmann (1941–2015)
- Jens Herwarth (* 1938)
- Walter Thomas Heyn (* 1953)
- Johannes K. Hildebrandt (* 1968)
- Uwe Hilprecht (* 1939)
- Theodor Hlouschek (1923–2010)
- Wolfgang Hohensee (1927–2018)
- Günter Hörig (1927–2009)
- Wilhelm Hübner (1915–2004)
- Werner Hübschmann (1901–1969)

## I
- Horst Irrgang (1929–1997)

## J
- Wilfried Jentzsch (* 1941)
- Helge Jung (1943–2013)
- Bernd Junghanns (1941–2023)
- Franz Just (* 1937)

## K
- Kurt Kallausch (1926–2017)
- Georg Katzer (1935–2019)
- Hermann Keller (1945–2018)
- Herbert Kirmße (1924–2015)
- Günter Klein (1921–2010)
- Jürgen Knauer (* 1947)
- Max Alfred Knebel (1902–1970)
- Karl Knochenhauer (1888–1965)
- Detlef Kobjela (1944–2018)
- Günter Kochan (1930–2009)
- Hermann Kögler (1885–1966)
- Siegfried Köhler (1927–1984)
- Klaus Martin Kopitz (* 1955)
- Wilfried Krätzschmar (* 1944)
- Heinz Krause-Graumnitz (1911–1979)
- Fred Krüger (* 1946)
- Rolf Kuhl (1928–1997)
- Rainer Kunad (1936–1995)
- Kurt Kunert (1911–1996)
- Siegfried Kurz (1930–2023)
- Paul Kurzbach (1902–1997)
- Ursula Kurze (* 1963)

## L
- Günter Lampe (1925–2003)
- Wolf-Günter Leidel (* 1949)
- Volkmar Leimert (* 1940)
- Wolfgang Lesser (1923–1999)
- Joachim-Dietrich Link (1925–2001)
- Reinhard Lippert (* 1951)
- Rainer Lischka (* 1942)
- Fred Lohse (1908–1987)
- Rolf Thomas Lorenz (* 1959)
- Harald Lorscheider (1939–2005)
- Rolf Lukowsky (1926–2021)

## M
- Per Mai (1935–2014)
- Jürgen Mainka (* 1926)
- Fred Malige (1895–1985)
- Guido Masanetz (1914–2015)
- Siegfried Matthus (1934–2021)
- Arnold Matz (1904–1991)
- Rudolf Mauersberger (1889–1971)
- Tilo Medek (1940–2006)
- Walter Meusel (1922–1990)
- Ernst Hermann Meyer (1905–1988)
- Horst Minkofski-Garrigues (1925–2000)
- Hansgeorg Mühe (1929–2022)
- Horst Müller (1921–1981)
- Siegfried Müller (1926–2016)
- Thomas Müller (* 1939)

## N
- Jan Paul Nagel (1934–1997)
- Dieter Nathow (1937–2004)
- Gerd Natschinski (1928–2015)
- Hans Naumilkat (1919–1994)
- Wilhelm Neef (1916–1990)
- Günter Neubert (1936–2021)
- Walter Niemann (1876–1953)
- Paul Noack-Ihlenfeld (1902–1962)
- Nathan Notowicz (1911–1968)
- Dieter Nowka (1924–1998)

## O
- Helmut Oehring (* 1961)
- Carlernst Ortwein (Conny Odd; 1916–1986)

## P
- Gerhard Paul (1935–1996)
- Werner Pauli (* 1930)
- Herbert Peter (1926–2010)
- Kuno Petsch (1923–1967)
- Karl-Heinz Pick (1929–2009)
- Carlfriedrich Pistor (1884–1969)
- Wilhelm Polster (1914–?)
- Bert Poulheim (1952–2006)
- Alfred Pydde (* 1930)

## R
- Peter Rabenalt (1937–2024)
- Hans-Karsten Raecke (* 1941)
- Erhard Ragwitz (1933–2017)
- Hugo Raithel (1932–2020)
- Martin Rätz (* 1936)
- Helmut Reinbothe (1929–1991)
- Otto Reinhold (1899–1965)
- Fritz Reuter (1896–1963)
- Willi Albrecht Reuter (1906–1995)
- Werner Richter (1929–2008)
- Nicolaus Richter de Vroe (* 1955)
- Gerhard Ewald Rischka (1903–2004)
- Gerhard Rosenfeld (1931–2003)
- Heinz Röttger (1909–1977)

## S
- Hans Wolfgang Sachse (1899–1982)
- Wilhelm Schabbel (1904–1974)
- Christoph Schambach (* 1963)
- Paul Schenk (1899–1977)
- Friedrich Schenker (1942–2013)
- Steffen Schleiermacher (* 1960)
- Christfried Schmidt (1932–2025)
- Eberhard Schmidt (1907–1996)
- Anton Schoendlinger (1919–1983)
- Ilse Schönfelder (1951–2023)
- Wolfgang Schoor (1926–2007)
- Uwe Schreiber (* 1946)
- Manfred Schubert (1937–2011)
- Fritz Schulze-Dessau (1900–1983)
- Wolfgang Schumann (1927–2012)
- Maria Schüppel (1923–2011)
- Kurt Schwaen (1909–2007)
- Leo Spies (1899–1965)
- Arno Starck (Ps. Olav King) (1886–1960)
- Hermann Steglich (1929–1984)
- Friedhelm Steltner (1930–2023)
- Hans Stieber (1886–1969)
- Michael Stöckigt (* 1957)
- Siegfried Stolte (1925–1991)
- Wolfgang Strauß (1927–2018)
- Antonius Streichardt (1936–2014)
- Friedbert Streller (1931–2017)

## T
- Siegfried Thiele (1934–2024)
- Johannes Paul Thilman (1906–1973)
- Helmut Thörner (1903–1986)
- Joachim Thurm (1927–1995)
- Gerhard Tittel (* 1937)
- Karl Ottomar Treibmann (1936–2017)
- Georg Trexler (1903–1979)

## U
- Jakob Ullmann (* 1958)

## V
- Lothar Voigtländer (* 1943)

## W
- Alfred Wagner (1918–1995)
- Rudolf Wagner-Régeny (1903–1969)
- Johannes Wallmann (* 1952)
- Ludwig Walter (1928–2014)
- Bernd Wefelmeyer (* 1940)
- Hans-Hendrik Wehding (1915–1975)
- Heinz Wegener (1916–2006)
- Martin Weiland (1903–1990)
- Manfred Weiss (1935–2023)
- Wilhelm Weismann (1900–1980)
- Eberhard Wenzel (1896–1982)
- Hans Jürgen Wenzel (1939–2009)
- Joachim Werzlau (1913–2001)
- Johannes Weyrauch (1897–1977)
- Jürgen Wilbrandt (1922–2019)
- Jurij Winar (1909–1991)
- Günther Witschurke (1937–2017)
- Gerhard Wohlgemuth (1920–2001)

## Z
- Helmut Zapf (* 1956)
- Ruth Zechlin (1926–2007)
- Hannes Zerbe (* 1941)
- Udo Zimmermann (1943–2021)
- Klaus Zoephel (1929–2017)